# Зорин, Иван Фёдорович
Иван Фёдорович Зорин — советский хозяйственный, государственный и политический деятель, Герой Социалистического Труда.

## Биография
Родился в 1899 году в селе Архангельском. Член КПСС.
Участник Гражданской войны, политрук роты, полковой комиссар, участник боёв с бандами красновцев на Кубани. С 1923 года — на хозяйственной, общественной и политической работе. В 1923—1966 гг. — председатель сельского Совета в Архангельском, председатель Шатковского сельпо,  штукатур на стройках Средней Азии, организатор колхозного движения в Шатковском районе, председатель колхоза «Автогигант» в селе Неледино, председатель колхоза «Путь социализма» села Костянка, заместитель заведующего Шатковским районным земельным отделом, председатель колхоза имени К.Е. Ворошилова в селе Смирново, председатель Калапинского колхоза, председатель колхоза «Власть Советов» Шатковского района Горьковской области.
Указом Президиума Верховного Совета СССР от 12 марта 1958 года присвоено звание Героя Социалистического Труда с вручением ордена Ленина и золотой медали «Серп и Молот».
Делегат XX съезда КПСС.
Умер в селе Архангельское в 1966 году.